# Paddy Hehir
Paddy Hehir (de son vrai nom Patrick O'Sullivan), né en octobre 1889 en Australie, est un cycliste australien.Il s'installe aux États-Unis en 1910 où il court avec succès sur les courses de six jours.

## Palmarès

### Six jours
- Six Jours d'Atlantic City : 1909 (avec Eddy Root)
- Six Jours de Buffalo : 1913 (avec Peter Drobach)
- Six Jours d'Indianapolis : 1913 (avec Peter Drobach)
- Six Jours de Melbourne : 1912 (avec Alfred Goullet)
- Six Jours de Newark : 1913 (avec Peter Drobach)
- Six Jours de Sydney : 1911 (avec Alfred Goullet)
- Six Jours de Toronto : 1912 (avec Eddy Root)